# Santo Domingo International 2022
Die Santo Domingo International 2022 (auch als Santo Domingo Open 2022 bekannt) im Badminton fanden vom 8. bis zum 12. Juni 2022 in Santo Domingo statt.

## Sieger und Platzierte
| Disziplin    | Gold                        | Silber                             | Bronze                                 |
| ------------ | --------------------------- | ---------------------------------- | -------------------------------------- |
| Herreneinzel | Misha Zilberman             | Koo Takahashi                      | Lino Muñoz                             |
| Herreneinzel | Misha Zilberman             | Koo Takahashi                      | Davi Silva                             |
| Dameneinzel  | Yasmine Hamza               | Petra Polanc                       | Haramara Gaitan                        |
| Dameneinzel  | Yasmine Hamza               | Petra Polanc                       | Disha Gupta                            |
| Herrendoppel | Ayato Endo Yuta Takei       | Osleni Guerrero Leodannis Martínez | Job Castillo Luis Montoya              |
| Herrendoppel | Ayato Endo Yuta Takei       | Osleni Guerrero Leodannis Martínez | Jonathan Solís Anibal Marroquín        |
| Damendoppel  | Sânia Lima Tamires Santos   | Diana Corleto Soto Nikte Sotomayor | Jeisiane Alves Juliana Viana Vieira    |
| Damendoppel  | Sânia Lima Tamires Santos   | Diana Corleto Soto Nikte Sotomayor | Nicole Frevold Kalea Sheung            |
| Mixed        | Sumiya Nihei Minami Asakura | Davi Silva Sânia Lima              | Osleni Guerrero Thalia Mengana Marrero |
| Mixed        | Sumiya Nihei Minami Asakura | Davi Silva Sânia Lima              | Jonathan Solís Diana Corleto Soto      |